# 科布利亚科沃农村居民点
科布利亚科沃农村居民点（俄语：Кобляковское сельское поселение）是俄罗斯联邦伊尔库茨克州布拉茨克区所属的一个农村居民点。其下辖有6个居民点，行政中心为科布利亚科沃。据2016年统计，该农村居民点的人口为1516人。